# Emanuele Accame
Emanuele Accame (Pietra Ligure, 22 maggio 1806 – Pietra Ligure, 9 novembre 1890) è stato un armatore e finanziere italiano.

## Biografia
Nato nel 1806 a Pietra Ligure, nella provincia di Savona, discendente da un'antica famiglia, Emanuele Accame sviluppò l'azienda paterna fino a farla divenire una delle maggiori aziende armatoriali italiane. Un suo veliero, il "Caterina Accame" di 1 750 tonnellate, costruito nei cantieri Ansaldo di Sestri Ponente nel 1889, fu, insieme ad un veliero di un armatore napoletano, la prima nave italiana costruita in ferro.
Insieme ad altri imprenditori, Accame partecipò alla fondazione del Banco Italico, divenuto poi l'argentino Banco de Italia y Río de La Plata e della Compagnia di assicurazioni "Italia".
Morì nel 1890, a 84 anni, nella città natale che ha intitolato una via al suo nome.